# Sierra de la Ventana

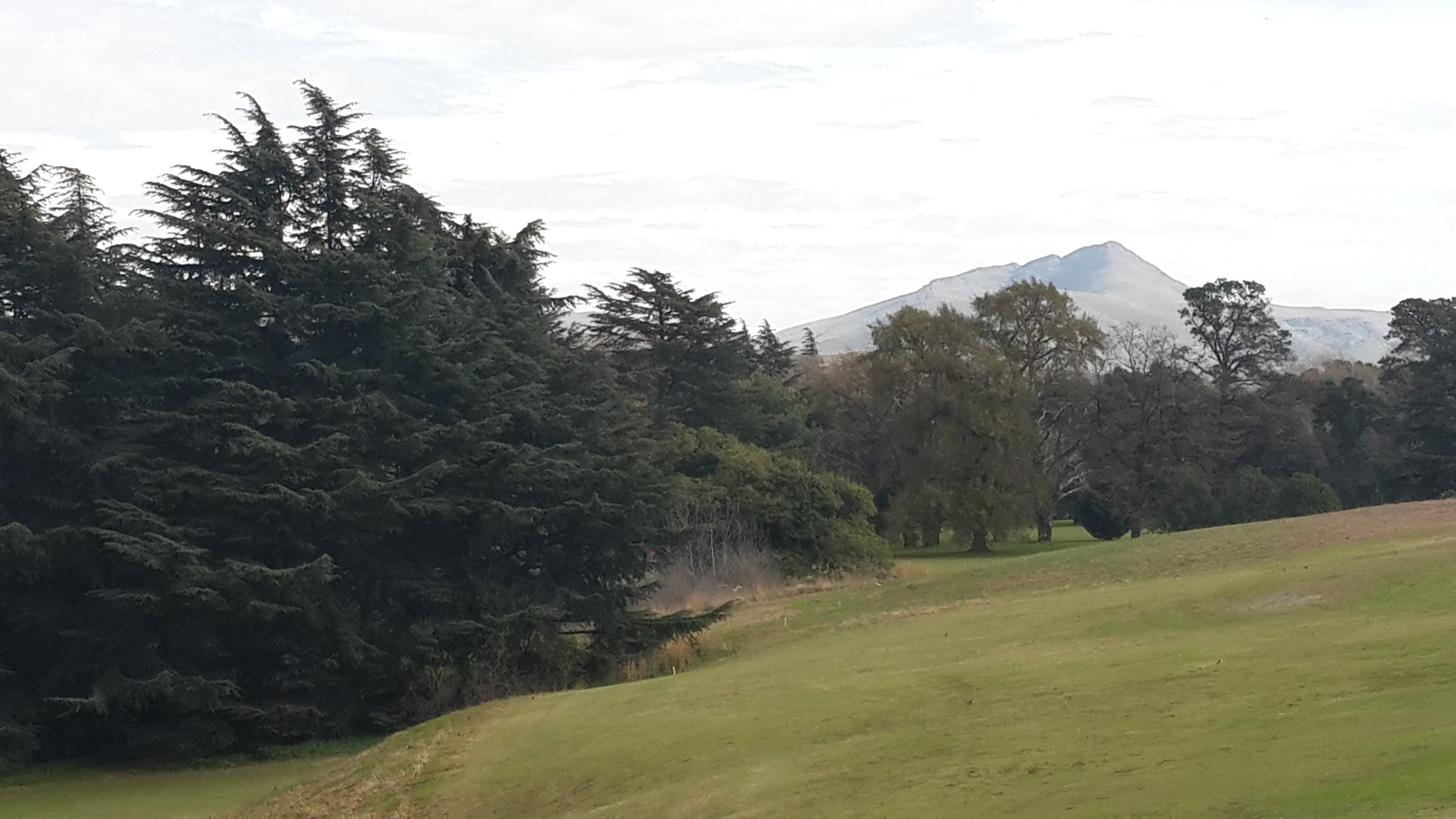

Sierra de la Ventana es una localidad ubicada en el partido de Tornquist, en el sudoeste de la provincia de Buenos Aires (Argentina). Es uno de los centros turísticos de esa región bonaerense.

## Población
Cuenta con 2165 habitantes (Indec, 2010), lo que representa un incremento del 42,99% frente a los 1514 habitantes (Indec, 2001) del censo anterior. Se encuentra aglomerada con la localidad Villa La Arcadia del partido de Coronel Suárez, sumando 2599 habitantes (Indec, 2010) entre ambas.
| Gráfica de evolución demográfica de Sierra de la Ventana entre 1991 y 2010 |
|                                                                            |
| Fuente: Censos nacionales del INDEC                                        |

## Orografía
El Sistema de Ventania, geográficamente las Sierras Australes del Sur Bonaerense, lo componen los "cordones" de Pigüé, Puan, Tres Picos y las estribaciones de Pillahuincó, que se aprecian bien desde la Ruta Nacional 33, luego de pasar por Pigüé y que acompañan (por el noreste) al viajero hacia la ciudad de Bahía Blanca. 
Las sierras tienen 195 km de noroeste a sudoeste, siendo las más altas de la provincia de Buenos Aires y pertenecen al Periodo Terciario.
Los cerros más importantes son: Cura Malal Chico (1000 m s. n. m.), Cura Malal Grande (1037 m s. n. m.), Napostá Grande (1108 m s. n. m.), Cerro Ventana (1134 m s. n. m.), Destierro Primero (1172 m s. n. m.), y el más alto de la provincia de Buenos Aires: el cerro Tres Picos (1239 m s. n. m.).

## Fiestas y eventos
- 5 de enero: Fiesta Provincial de los Reyes Magos, variados entretenimientos, fuegos artificiales, entrega de juguetes y bajada de los Reyes Magos desde el cerro Ceferino Namuncurá.
- 17 de enero: aniversario de la localidad, eventos culturales, desfiles y espectáculos artísticos.
- 11 de febrero: fiestas patronales (Ntra. Sra. de Lourdes).

## Transportes
Esta región serrana se encuentra a 47 km de la ciudad de Tornquist, a 42 km de Coronel Pringles por camino de ripio o 95 km por ruta, a 125 km de la ciudad de Bahía Blanca; a 556 km de la ciudad Capital Federal Buenos Aires. Se accede desde  RP 76, por RP 72 (a 12 km). La opción desde Buenos Aires es tomar la RN3 hasta Azul donde se toma la RP 51, y luego continuar hacia el sur optando por la RP76, o seguir hasta RP 72 y pasar por la localidad de Saldungaray. 
Desde Buenos Aires se puede llegar a Sierra de la Ventana en micros que parten de la Estación Retiro todos los días con excepción de los sábados.
Se puede llegar a la localidad de Tornquist, distante unos 50 km de Sierra, en trenes provenientes de Estación Constitución, en determinados días y horarios por intermedio de un servicio brindado por la empresa "Trenes Argentinos". El servicio ferroviario que pasaba por Cnel. Pringles, Saldungaray, Laprida y Sierra de la Ventana fue suspendido en el 2016 y desactivado en marzo del 2018, por liquidación de Ferrobaires. 
La estación Sierra de la Ventana se transformó en un gran museo armado a pulmón por su último jefe, de tradición ferroviaria.